# Рами (имя)
Рами (араб. رامي‎ — «Стрелок») — арабское имя. Происходит от глагола «рмй» — бросать, стрелять. Имя является однокоренным с названием созвездия Стрельца (Ар-рами) и с ритуалом «рами-л-джамрат» (бросание камней).
- Гарипов, Рами Ягафарович
- Махлуф, Рами
- Рами, Адиль
- Шаабан, Рами

Еврейское имя Рами (ивр. רמי‎) происходит от слова «высокий», но встречается в Библии один раз в качестве нарицательного (2 Пар 22:5). Может быть также сокращением от имени Авраам.
- Гершон, Рами
- Кляйнштейн, Рами